# Vincenc Morstadt

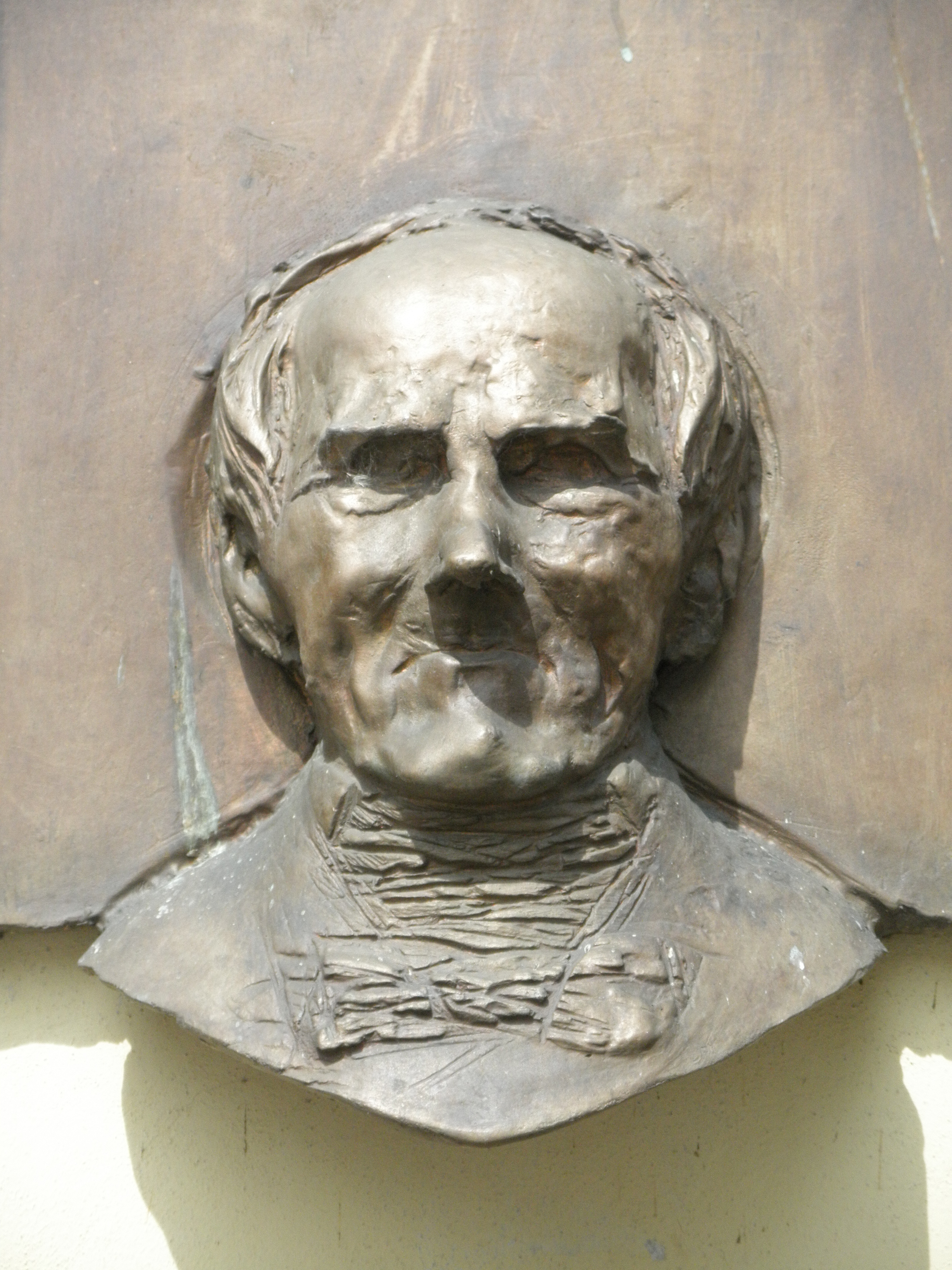
Gedenktafel für Vincenc Morstadt in Kolín (Tschechien).

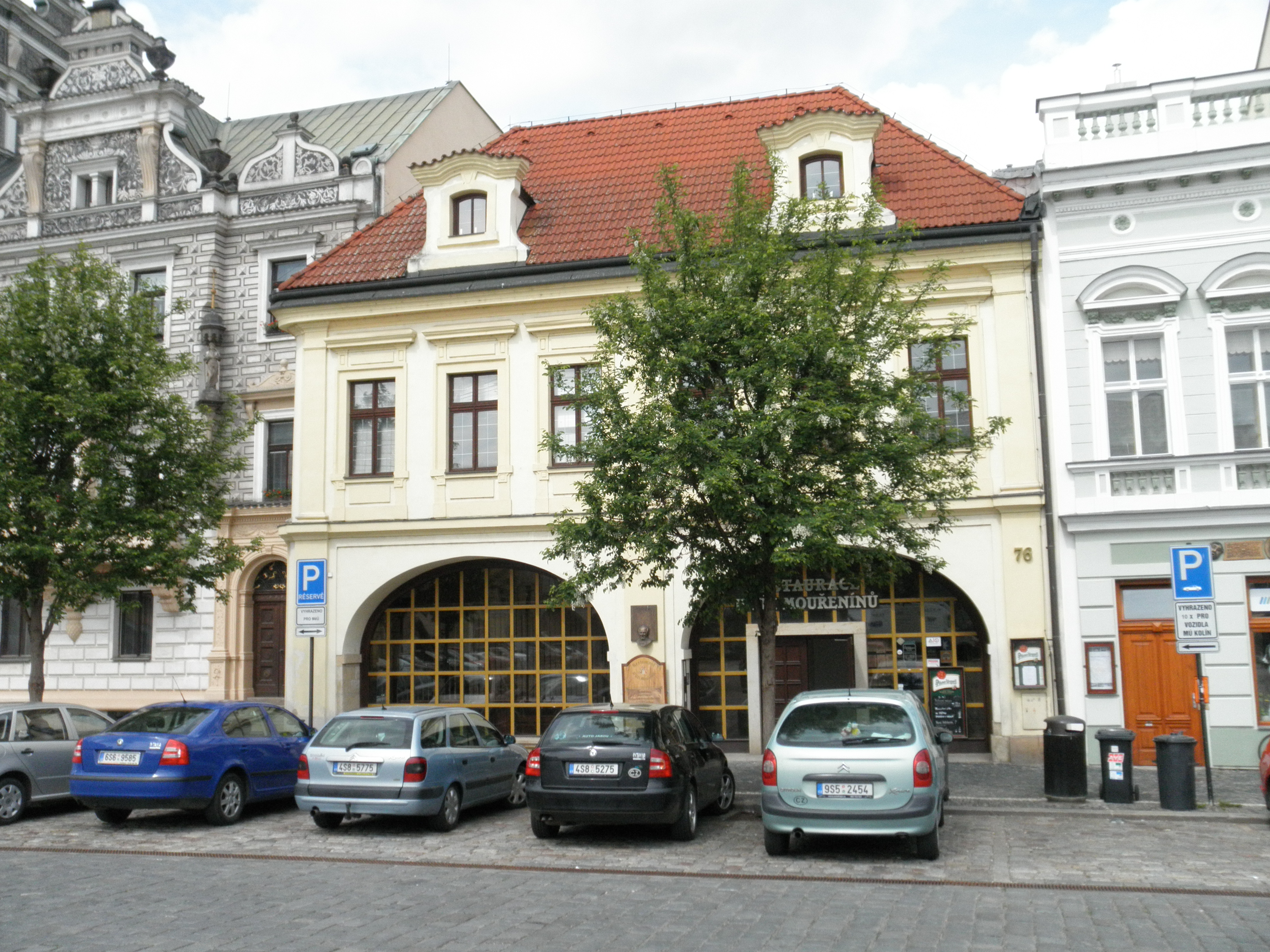
Geburtshaus Vincenc Morstadt in Kolín.

Vincenc Morstadt (* 17. April 1802 in Kolín; † 19. Februar 1875 in Prag) war ein tschechischer Maler und Zeichner. Der größte Teil seines künstlerischen Schaffens ist eng mit Prag verbunden, wohin er im Alter von 11 Jahren kam. Er besuchte das Piaristengymnasium in der Prager Neustadt und studierte anschließend an der Juristischen Fakultät der Karls-Universität Prag. Ab 1867 widmete er sich ausschließlich der Malerei. Berühmt wurde er durch seine Veduten mit Stadtansichten von Prag.
Der Literaturnobelpreisträger Jaroslav Seifert hat ihm in seinem Gedicht Prager Vedute (in der Sammlung Der Regenschirm von Piccadilly) ein Denkmal gesetzt.